# 交通管理隊
交通管理隊（こうつうかんりたい）とは、NEXCO等の道路管理者の下で、道路を定期又は臨時に巡回し、道路の安全と円滑な交通の確保を図ることを業務とする組織である。名称は道路管理者によって異なり、巡視班、巡視担当、維持係等の例も多い。
日本においては、道路管理者は、一般交通に支障を及ぼさないよう道路を常時良好な状態に維持・修繕することが道路法により義務づけられており、道路管理者は道路の状態を把握し異常を発見するために道路の巡視を行っている。
海外で日本の交通管理隊に相当する業務を執行している組織としては、英国の運輸省の外局である道路庁（Highway Agency）の交通管理官（Traffic Officer）が存在する。

## 業務内容

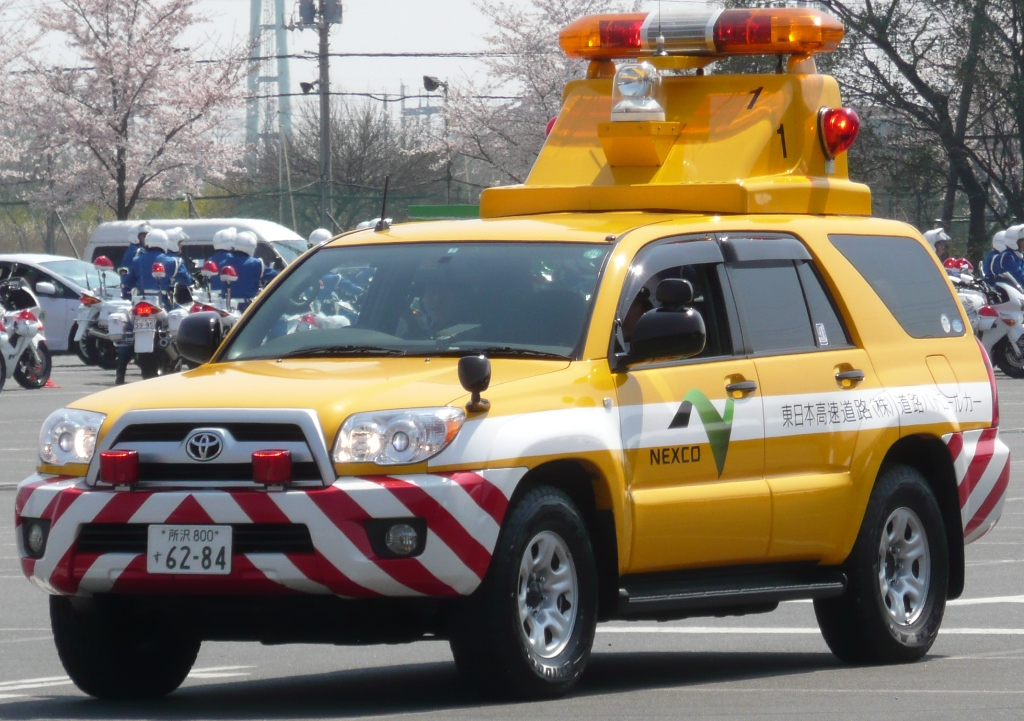
NEXCO東日本管内を担当するパトロールカー

道路管理者は、道路法施行令により適切な時期に道路の巡視を行うよう義務づけられている。これに基づき、道路管理者は道路巡視を行う組織・部門等を設けており、それらの組織・部門等はステーションワゴンやSUV等の車種に黄色や赤など（一部、白・紺ツートン）の塗装を施し特殊機器を搭載したパトロールカーで巡視を行い、交通事故や故障車、路上障害物の処理に当たるほか、高速道路等では渋滞発生時などに「渋滞発生中」「追突注意」などの注意喚起文をパトロールカーに搭載した電光掲示板で表示し走行する業務も行っている。だが、警察（高速隊）とは違い速度などの取締はしない。だか車限令違反車の取り締まりは行うことは道路法に基づき可能である
。また速度違反車両などを発見した場合、必要に応じて警察の出動を要請することもある。
中央分離帯や本線車道上に落下した路上障害物を除去する業務では、路肩にパトロールカーを停車させて2人1組であたる。車両が100km/h近くで走行する本線車道上を3m-10mも横断するため、この業務には非常に危険が伴う。横断時には交通管理旗で走行車両に注意を喚起する。 
道路巡視中に路面やガードレール、照明灯、法面その他の異常を発見した際は、その状況を確認・記録して報告し、補修業務につなげる。また、一般道を管理する国土交通省地方整備局の国道事務所や地方公共団体の土木部門の巡視班等では、パトロールカーに常温アスファルト合材等の補修資材も搭載し、比較的軽微な舗装の亀裂やポットホール等を発見した際にはその場で応急補修も行うことが多い。側溝蓋補修や支障草木の除去なども行う。
車両は巡回車と標識車を保有する。一部地域では自主救急隊として救急車を配備している基地もあったが民営化に伴い廃止された。交通管理隊の中に車限隊という部門を設けている場合もあり、車限隊はインターチェンジ等で車限令違反等の法令違反車両の取締を実施している。車両は、緊急車両なので、赤色灯とサイレンが装備されている。また、道路維持作業用自動車でもあるため、黄色灯も装備している。

## 使用車両
パトロールカーの車種としては、トヨタ・ランドクルーザー・ノア・アイシス、日産・セドリック・サファリ・エルグランド・キャラバン、三菱・パジェロなどの採用例がある。
国土交通省では、環境への配慮から、国道事務所等の道路パトロールカーにCNG（圧縮天然ガス）とガソリンのバイフューエル仕様車や蓄電池・ガソリンのハイブリッド車の導入を進めている。

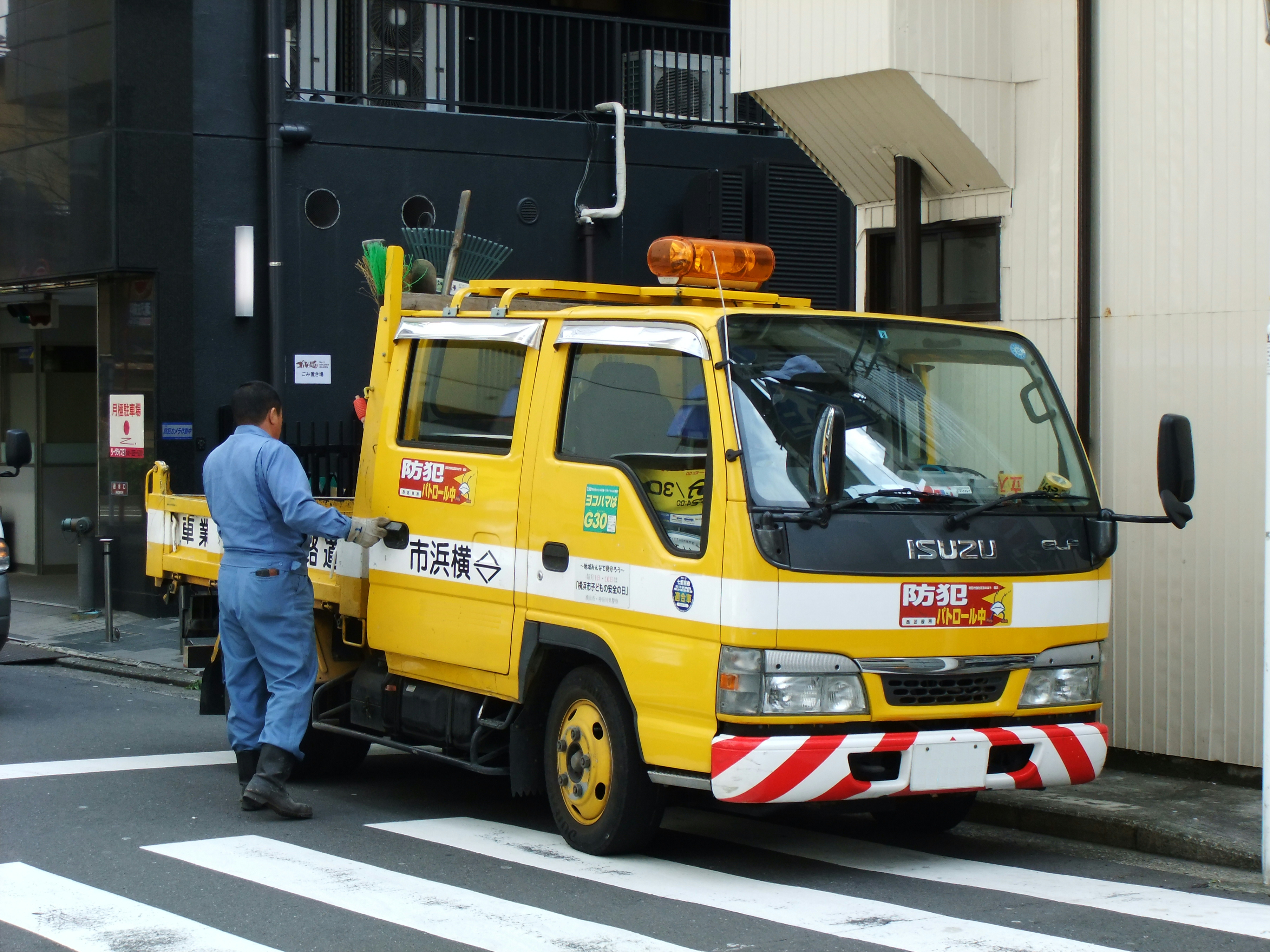
道路維持作業車（横浜市）

パトロールカーのほか、2t-4t程度のトラックを道路維持作業車や標識車として保有している例が多い。一部地域では自主救急隊を設け救急車を配備している基地もあったが民営化に伴い廃止された（関越自動車道の関越トンネルを管轄する旧日本道路公団北陸支社の例など）。
各車両は公安委員会への届出・確認済の緊急車両なので、赤色灯とサイレンが装備されている。また、原則的に道路維持作業車でもあるため黄色灯も装備している。そのほかサイレン／マイクアンプ、標識装置（「渋滞中　追突注意」などの注意喚起文を表示できる転倒式内照標識・LED電光表示装置など）、業務無線、方向指示板（矢印／シェブロン）、コーンなどの規制材、発炎筒、箒、スコップ、路面補修材、油処理剤、薬品処理剤などを搭載しており、積載量は約200kgにもなることもあることから、パトロールカーではサスペンションを強化しているものが多い。
これらの車両については、道路管理者直営の場合は道路管理者に帰属するが、委託による運営の場合、委託契約の内容により、道路管理者が保有する車両を運営業者が貸与を受けて使用する場合と、運営業者が保有する車両を使用する場合とがある。
阪神・淡路大震災以前の道路パトロールカーの車種としては、主にトヨタ・クラウンや日産・セドリックなどの2,500-3,000cc級ステーションワゴンが採用されていた。しかし、震災後「損傷した道路を走行できない」という問題が生じたほか、「積雪・凍結路に弱い」「被追突時の乗員保護」などの観点から、地上高の高い大型四輪駆動車（SUV）の導入を進める事業者が増加した。ただ、すべての道路パトロールカーがSUV型になったわけではなく、バンまたはステーションワゴンタイプの車両も継続して購入されている。地方公共団体の土木部門の巡視班等でも、1,500-3,000ccクラスのバンまたはステーションワゴンも引き続き使用されているほか、道路事情によっては軽自動車（バンまたはトラック）が使用される地域もある。
塗色については、道路交通法施行規則第6条の2で「令（道路交通法施行令）第14条の2第2号の道路の管理者が道路の損傷箇所等を発見するため使用する自動車は、車体の両側面及び後面の幅15cmの帯状かつ水平の部分を白色に、車体のその他の部分を黄色に、それぞれ塗色したものとする」と定められており、これに従った塗色の車両が多い。
近年では車体色を警察のパトロールカーに似せて白色と紺色の2色に塗り分けたものも存在する(NEXCOおよび広島高速道路公社など）。車限令取締で隊員を輸送するマイクロバスは巡回用途でないため赤色回転灯のみを装備したものが多い。
首都高速道路では2007年の山手トンネル開通に伴い、同トンネルを含む特定区間を担当する「首都高バイク隊」を設立。「黄バイ」と呼ばれる400cc級の自動二輪車（ホンダCB400スーパーボルドール）を導入している。

## 運営会社
原則的に年度ごとの競争入札で決定される。ただ、業務の特殊性・専門性から、交通管理業務を熟知した既存の業者が落札・受注する例が多い。特殊性が強い業務では随意契約発注される場合もある。
道路管理者によっては直営による巡視体制を採っている例もあるほか、道路管理者とは資本関係のない警備会社やロードサービス事業者などが業務を受注し運営する例もある。
国土交通省では各地方整備局の国道事務所などが維持工事や巡視業務を発注し、落札・受注した建設業者やロードサービス事業者が、各国道事務所などの維持出張所の職員の監督下で実際の業務を行うことが多い。ただし、緊急時や特定の曜日・時間帯などは国交省職員（技官）も巡視を行うことがある。
この国土交通省の業務の場合、道路パトロールカーなどの自動車（建設機械）や設備は、国土交通省の各地方整備局の担当事務所が保有するものを受託事業者が借用し年度末に返納する。

## 階級呼称
交通管理職員の階級呼称は事業者によって異なる。ある事業者の例で見ると
管理長（隊長・本社部長等）・管理長補（副隊長等）・主任長（総括班長等）・主任（班長・係長）・主任補（係長・指導係員・巡回長）・隊員（係員）となる。
国土交通省では各地方整備局の国道事務所など、維持出張所の出張所長と管理係長が巡視業務を監督する。